# Meagen Fay
Meagen Fay (* 1. Januar 1957 in Joliet, Illinois) ist eine US-amerikanische Schauspielerin, bekannt durch ihre zahlreichen Auftritten in US-amerikanischen Serien.

## Leben und Karriere
Meagen Fay wurde in Joliet, im US-Bundesstaat Illinois geboren, wo sie auch aufwuchs. Nach der Schule verbrachte sie eine Zeit lang in Übersee, studierte Klassisches Theater und war in der Folge unter anderem in Dublin beschäftigt. In den 1980er Jahren wurde sie ein Mitglied der Second City, einer Chicagoer Theatergruppe. 1984 wurde sie mit einem Joseph Jefferson Award für ihre Theaterarbeit ausgezeichnet.
Ihren ersten Auftritt vor der Kamera hatte sie in einer Episode der Serie The Keepers, nachdem sie sich in Los Angeles  niederließ. Die Serie kam allerdings nicht über den Piloten hinaus. Ihr nächstes Engagement war sogleich eine wiederkehren Rolle als Roxy in Ohara, die sie von 1987 bis 1988 spielte. Seitdem war sie in einer Vielzahl von Serien, vorrangig in Gastrollen zu sehen, darunter 21 Jump Street – Tatort Klassenzimmer, Roseanne, Verrückt nach dir, Seinfeld, Dharma & Greg, Diagnose: Mord, Chicago Hope – Endstation Hoffnung, Providence, Six Feet Under – Gestorben wird immer, Nip/Tuck – Schönheit hat ihren Preis, Desperate Housewives, Charmed – Zauberhafte Hexen, How I Met Your Mother, CSI: Vegas, Immer wieder Jim, Two and a Half Men, Franklin & Bash, The Big Bang Theory, The Mentalist, Apartment 23, Mad Men, Transparent, Bones – Die Knochenjägerin oder Criminal Minds.
Als wiederkehrende Darstellerin war Fay etwa als Greer in The Home Court, Gretchen Mannkusser in Malcolm mittendrin oder Miriam Fry in Marvel’s Agent Carter zu sehen. Zu ihren Filmauftritten gehören Zwei hinreißend verdorbene Schurken, Barton Fink, Die Wiege der Sonne, Ein Vater zuviel, Magnolia, Evan Allmächtig oder La La Land. Sie war im Laufe ihrer Karriere bislang in mehr als 140 Film- und Fernsehproduktionen zu sehen.
Fay ist seit 1993 mit dem Kameramann William Gunther verheiratet.

## Filmografie (Auswahl)
- 1987–1988: Ohara (Fernsehserie, 14 Episoden)
- 1988: Zwei hinreißend verdorbene Schurken (Dirty Rotten Scoundrels)
- 1989: Die besten Jahre (thirtysomething, Fernsehserie, Episode 2x10)
- 1989: 21 Jump Street – Tatort Klassenzimmer (21 Jump Street, Fernsehserie, Episode 3x18)
- 1989: Alien Nation (Fernsehserie, Episode 1x06)
- 1990–1991: Carol & Company (Fernsehserie, 31 Episoden)
- 1991: Barton Fink
- 1991: Alles Okay, Corky? (Life Goes On, Fernsehserie, Episode 3x03)
- 1991–1992: Roseanne (Fernsehserie, 4 Episoden)
- 1992: Woops! (Fernsehserie, 11 Episoden)
- 1992: Familienstress (Big Girls Don't Cry... They Get Even)
- 1993: Verrückt nach dir (Mad About You, Fernsehserie, 2 Episoden)
- 1993: Stadtgeschichten (Tales of the City, Fernsehserie, 4 Episoden)
- 1993: Die Wiege der Sonne (Rising Sun)
- 1994: Burkes Gesetz (The First Gentleman, Fernsehserie, Episode 1x06)
- 1994: Perfect Love Affair
- 1995: Murphy Brown (Fernsehserie, Episode 7x23)
- 1995: Harrys Nest (Fernsehserie, Episode 7x23)
- 1995–1996: The Home Court (Fernsehserie, 20 Episoden)
- 1995–1997: Life with Louie (Fernsehserie, 12 Episoden)
- 1996: Love and Marriage (Fernsehserie, 2 Episoden)
- 1996: Seinfeld (Fernsehserie, Episode 8x09)
- 1997: Ein Vater zuviel (Fathers' Day)
- 1997: Ellen (Fernsehserie, Episode 5x04)
- 1997: Over the Top (Fernsehserie, Episode 1x08)
- 1998: Damon (Fernsehserie, Episode 1x01)
- 1998: Dharma & Greg (Fernsehserie, Episode 2x02)
- 1998: Nash Bridges (Fernsehserie, Episode 4x05)
- 1999: Das Leben und Ich (Boy Meets World, Fernsehserie, Episode 7x06)
- 1999: Magnolia
- 2000: Diagnose: Mord (Diagnosis Murder, Fernsehserie, Episode 7x14)
- 2000: Chicago Hope – Endstation Hoffnung (Chicago Hope, Fernsehserie, Episode 6x12)
- 2000: Gilmore Girls (Fernsehserie, Episode 1x03)
- 2000: Susan (Fernsehserie, 2 Episoden)
- 2001: Tucker (Fernsehserie, 3 Episoden)
- 2001: Hinterm Mond gleich links (3rd Rock from the Sun, Fernsehserie, Episode 6x17)
- 2001–2005: The Bernie Mac Show (Fernsehserie, 8 Episoden)
- 2002: Providence (Fernsehserie, Episode 4x13)
- 2002: Die Country Bears - Hier tobt der Bär (The Country Bears)
- 2002: Voll Frontal (Full Frontal)
- 2002: Still Standing (Fernsehserie, Episode 1x08)
- 2002–2004: Malcolm mittendrin (Malcolm in the Middle, Fernsehserie, 11 Episoden)
- 2003: In Smog and Thunder
- 2004: Home of Phobia
- 2004: Mission: Possible – Diese Kids sind nicht zu fassen! (Catch That Kid)
- 2004: Kingdom Hospital (Fernsehserie, 4 Episoden)
- 2004: Eine himmlische Familie (7th Heaven, Fernsehserie, Episode 9x04)
- 2005: Extreme Dating
- 2005: Six Feet Under – Gestorben wird immer (Six Feet Under, Fernsehserie, 2 Episoden)
- 2005: Nip/Tuck – Schönheit hat ihren Preis (Nip/Tuck, Fernsehserie, Episode 3x08)
- 2005: Desperate Housewives (Fernsehserie, Episode 2x07)
- 2006: Charmed – Zauberhafte Hexen (Charmed, Fernsehserie, Episode 8x11)
- 2006: Cold Case – Kein Opfer ist je vergessen (Cold Case, Fernsehserie, Episode 3x12)
- 2007: How I Met Your Mother (Fernsehserie, 2 Episoden)
- 2007: CSI: Vegas (CSI: Crime Scene Investigation, Fernsehserie, Episode 7x24)
- 2007: Evan Allmächtig (Evan Allmighty)
- 2007: Big Love (Fernsehserie, 2 Episoden)
- 2007: State of Mind (Fernsehserie, Episode 1x08)
- 2007–2008: Immer wieder Jim (According to Jim, Fernsehserie, 2 Episoden)
- 2008: Mad Money
- 2008: Eleventh Hour – Einsatz in letzter Sekunde (Eleventh Hour, Fernsehserie, Episode 1x08)
- 2008: Extreme Movie
- 2009: Wake
- 2009: I Hope They Serve Beer in Hell
- 2009–2010: Two and a Half Men (Fernsehserie, 2 Episoden)
- 2010: Party Down (Fernsehserie, Episode 2x02)
- 2010: Chase (Fernsehserie, Episode 1x07)
- 2011: Meine Schwester Charlie (Good Luck Charlie, Fernsehserie, Episode 1x24)
- 2011: Free Agents (Fernsehserie, Episode 1x04)
- 2012: Der Chaos-Dad (That’s My Boy)
- 2012: Franklin & Bash (Fernsehserie, Episode 2x08)
- 2012: The Neighbors (Fernsehserie, Episode 1x04)
- 2012: The Big Bang Theory (Fernsehserie, Episode 6x10)
- 2013: The Pretty One
- 2013: The Mentalist (Fernsehserie, Episode 5x21)
- 2013: Apartment 23 (Don’t Trust the B---- in Apartment 23, Fernsehserie, Episode 2x19)
- 2014: Schatten der Leidenschaft (The Young and the RestlessFernsehserie, eine Episode)
- 2014: Book of Love – Ein Bestseller zum Verlieben (Book of Love)
- 2014: Murder in the First (Fernsehserie, 2 Episoden)
- 2015: Marvel’s Agent Carter (Fernsehserie, 4 Episoden)
- 2015: Mad Men (Fernsehserie, Episode 7x13)
- 2015: Entourage
- 2015: The Muppets (Fernsehserie, 2 Episoden)
- 2015–2016: Transparent (Fernsehserie, 3 Episoden)
- 2016: The Ranch (Fernsehserie, Episode 1x09)
- 2016: La La Land
- 2016: Good Girls Revolt (Fernsehserie, 3 Episoden)
- 2016: To Keep the Light
- 2016: Salem (Fernsehserie, Episode 3c04)
- 2016–2017: Dr. Ken (Fernsehserie, 2 Episoden)
- 2017: Shrink (Fernsehserie, 8 Episoden)
- 2017: Bones – Die Knochenjägerin (Bones, Fernsehserie, Episode 12x11)
- 2017: Criminal Minds (Fernsehserie, Episode 13x06)
- 2018: Titans (Fernsehserie, 2 Episoden)
- 2018–2020: Alexa & Katie (Fernsehserie, 2 Episoden)
- 2018–2020: Superstore (Fernsehserie, 2 Episoden)
- 2019: Grace & Frankie (Fernsehserie, 2 Episoden)
- 2019: Die Conners (The Conners, Fernsehserie, Episode 2x02)
- 2020: Party of Five (Fernsehserie, Episode 1x04)
- 2020: Supernatural (Fernsehserie, Episode 15x14)
- 2021: Dopesick (Fernsehserie, 2 Episoden)
- 2021: Hightown (Fernsehserie, 2 Episoden)
- 2022: Reich! (Loot, Fernsehserie, 9 Episoden)
- 2023: Grey’s Anatomy (Fernsehserie, Episode 19x10)